# Cowlairs F.C.
Cowlairs F. C. – szkocki klub piłkarski, z siedzibą w Glasgow, działający w latach 1876–1896. Był jednym z jedenastu klubów-założycieli ligi szkockiej.

## Historia
Cowlairs F.C. założono w 1876 roku, w dzielnicy przemysłu kolejowego, w Glasgow. We wczesnych latach swojego istnienia należał do Federacji Piłkarskiej Zachodniej Szkocji (ang. West of Scotland Football Association. W sezonie 1880-81 zespół po raz pierwszy przystąpił do rozgrywek o Puchar Szkocji, osiągając czwartą rundę.
W latach osiemdziesiątych XIX wieku reputacja klubu rosła. W roku 1886 zespół wziął udział w 16. edycji Pucharu Anglii, przegrywając w pierwszej rundzie z inną drużyną ze Szkocji, Rangers. W Cowlairs występowali wówczas piłkarze, którzy powołani zostali do reprezentacji Szkocji; John McPherson – dwa razy, Tommy McInnes zaliczył jeden występ.
Cowlairs F.C. był jednym z założycieli Scottish Football League, jednak już w pierwszym sezonie tych rozgrywek zajęli ostatnie miejsce, po odjęciu czterech punktów za wprowadzenie do gry nieuprawnionych piłkarzy. Klub był posądzany również o profesjonalizm, który w Szkocji nie został jeszcze wprowadzony. W efekcie Cowlairs pożegnało się z ligą w drodze głosowania.
W sezonie 1892-93 zespół dołączył do Scottish Football Alliance, niższych rangą rozgrywek piłkarskich w Szkocji. Przed rozpoczęciem kolejnego sezonu klub starał się o reelekcję do najwyższej klasy rozgrywkowej. Mimo niepowodzenia, Cowlairs F.C. przystąpili do nowo utworzonej Division Two. W 1894 zespół doszedł do finału Pucharu Szkocji, w którym uległ Rangers 0:1.
W sezonie 1893-94 Cowlairs zajęło drugie miejsce, jednak zespół ponownie nie mógł przystąpić do rozgrywek w Division One, gdyż popadał w problemy finansowe i administracyjne. W 1895 roku Cowlairs F.C. ponownie, w drodze głosowania starał się o reelekcję; po raz kolejny niepomyślnie. W efekcie, rok później, klub został zlikwidowany.

### Stroje zespołu
Podczas dwudziestu lat swojego istnienia, klub używał rozmaitych strojów piłkarskich.
| 1876 | 1880-1881 | 1881-1886 | 1886-1887 | 1887-1893 | 1893-1895 |

## Stadiony
- 1876-1890 – Gourlay Park
- 1890-1895 – Springfield Park
- 1895-1896 – Arrol Park